# Sexistické prasátečko
Sexistické prasátečko byla anketa o nejvíce sexistickou reklamu v České republice, kterou vyhlašovalo brněnské občanské sdružení NESEHNUTÍ od roku 2009. Desátým ročníkem v roce 2018 reklamní anticena skončila. Cílem akce bylo poukázat na zneužívání genderových stereotypů v reklamě a zobrazování mužů a žen v reklamách diskriminujícím způsobem. Soutěž zahrnovala billboardy, reklamy tištěné, internetové a televizní. Záměrem soutěže nebylo jejich zhotovitele či zhotovitelky odsoudit, ale upozornit je na to, že jejich reklamy mohou někoho urážet, což si řada firem často vůbec neuvědomuje.

## Sexismus v reklamě
V českém prostředí jsou v reklamách stereotypně zobrazovány častěji ženy. Sexistické reklamy často využívají zobrazení sexualizovaného těla bez souvislosti s propagovaným výrobkem (polonahá žena propaguje prodej auta apod.). Časté je rovněž využití zjednodušených představ o ženách nebo mužích – ženy jsou výhradně nebo převážně spojovány například s praním prádla, muži s opravou domu a podobně. Soutěž chce zahájit diskusi nad sexistickými reklamami a upozornit na možné důsledky všudypřítomného stereotypního zobrazování žen a mužů. Zaměřená je především na jednotlivce, tedy potenciální zákazníky a zákaznice firem, které si reklamy nechávají dělat.
Odborné studie  upozorňují na to, že média hrají důležitou roli ve vnímání našeho postavení jako muže či ženy ve společnosti. Média mají vliv na to, jak jsou vnímány role žen a mužů, jaké hodnotové významy přisuzujeme tématům společensky spojeným s rolemi žen a mužů či jaké jsou obsahové významy slov žena a muž. Vliv médií na jedince ve společnosti je dán možností médií ovlivnit proces stereotypizace. Média ale často stereotypní představy o schopnostech žen a mužů upevňují.

## Ročníky

### První ročník 2009
Hlasování v prvním ročníku probíhalo od 19. 9. 2009 do 31. 10. 2009. Veřejnost vybírala nejvíce sexistickou reklamu z 23 navržených. Na základě hlasování byly výsledky soutěže slavnostně vyhlášeny v listopadu 2009 na benefičním koncertu v klubu Mersey v Brně. Nejvíce sexistickou reklamou v České republice byl vyhlášen billboard umístěný v brněnské ulici Drobného, který propaguje noční klub Belvedere.
Na druhém místě skončila reklamní agentura Babka, která své produkty propagovala obrazem ženy se zalepenými ústy a sloganem "Několik okamžiků vzácného ticha".  Na třetím místě pak skončila firma 1A-Auto, která propagovala prodej aut sloganem "Rozjeďte to s autem od nás" a obrazem muže a ženy v sexuální poloze na kapotě auta.

### Druhý ročník 2010
Hlasování ve druhém ročníku se zúčastnilo 411 hlasujících, nominováno bylo 28 reklam. Ve druhém ročníku bylo hlasování rozděleno do dvou částí. Nejvíce sexistickou reklamu vybírala veřejnost i odborná porota. 
U veřejnosti zvítězila reklama firmy S&Ř, Ch Kovo s textem „Přeřízneme, ohneme vše dle Vašeho přání“ doplněná fotkou takřka svlečené ženy. Na první místo reklamu zařadilo 130 hlasujících. 
Na druhé místo zařadila veřejnost reklamní billboard firmy Pila Pasák, s motivem ženy s vystrčeným pozadím a heslem „Na to si musíte sáhnout“. Na třetí místo leták firmy Spilka interiéry vyzývající k vyhození staré a pořízení nové - skříně.
Odborná porota zvolila jako nejsexističtější reklamu firmy VAŠSTAV, s.r.o., zesměšňující ženy ve středním věku.  Na druhém místě se potom ocitla zastavárna Index. Třetí místo obsadila firma Hyperinzerce, stereotypně zobrazující ženu v roli manželky s válečkem v ruce, kterou je nejlepší prodat.

### Třetí ročník 2011
Do třetího ročníku bylo nominováno 91 reklam. Veřejnost pak hlasovala ve třech kategoriích - Ženy jako objekty, Ženy jako části těla, Další projevy sexismu. Hlasování probíhalo na webu mediálního partnera soutěže Aktualne.cz. Do soutěže přišlo 10531 hlasů. Odborná porota vybírala tři nejvíce sexistické ze všech 91 reklam. 
V kategorii „Ženy jako objekty“ zvítězila reklama Komerční banky „užij si první bankovní styk“, která získala 1 119 hlasů. Na druhém místě skončila reklama na MPL stavebniny. Na třetím pak firma dodávající lešení Q8. 
V kategorii „Ženy jako části těla“ pak jednoznačně zvítězila reklama se sloganem „Postavíme vám ho“ firmy Avos. Získala celkem 1 575 hlasů. Na dalších místech se pak umístily reklamy Bílinské kyselky a reklama firmy MPL Kauf.
V kategorii „Další projevy sexismu“ na prvním místě skončila opět reklama Komerční banky „Užij si první bankovní styk“, tentokrát v mužské variantě se 789 hlasy. Sekce Další projevy sexismu zahrnovala stereotypní zobrazení rolí mužů a žen ve společnosti či sexistické reklamy zobrazující muže.  Na druhém místě se umístila reklama firmy Nowaco na zmrzlinu Mrož a na třetím místě pak skončila reklama Budějovického budvaru na pivo Pardál.
Odborná porota nakonec vybrala jako nejvíce sexistickou reklamu pivního šenku Čtyři růže. Těsně v závěsu skončila reklama Budějovického budvaru na pivo Pardál a na třetím místě se umístila reklama firmy Q8 na lešení.

### Čtvrtý ročník 2012
Vyhlášení oficiálního začátku čtvrtého ročníku soutěže v březnu 2012.

### Devátý ročník 2017
Odborná porota vybrala reklamu firmy FEKO LT na čištění kanalizace s obrázkem ženy oblečené jako prostitutka, která sedí na toaletě, a se sloganem „výcuc všeho co smrdí“. Na druhém místě skončil příspěvek Free Radia z Facebooku, kde byla vyobrazena žena ve funkci bankovní poradkyně, s odhaleným poprsím a opřená o stůl, kterou zezadu souložil muž. Slogan k tomu dodával: „Cesta k úspěchu nemusí být složitá, pokud jí rozumíte“. Třetí místo připadlo sérii reklam pivovaru Bernard s nakreslenými polonahými ženami.
Reklamy hodnotila i veřejnost, která příspěvek Free Radia umístila na první místo (s mírou nepřijatelnosti 92,53 %) a na druhé vybrala reklamu pivovaru Modrá Hvězda, na níž klečí nahá žena, v rozkroku má logo pivovaru a slogan zní „Pivní pálenka dokonalá milenka“ (92,31 %). Třetí místo získala personální agentura Rich Service, jejíž reklamě dominovala žena v erotickém prádle se sloganem „Pustíme se do práce?“ bez jakékoli vazby na produkt (90,06 %).